# Polyura menaius
Polyura menaius är en fjärilsart som beskrevs av Hans Fruhstorfer 1913. Polyura menaius ingår i släktet Polyura och familjen praktfjärilar. Inga underarter finns listade i Catalogue of Life.